# União das Freguesias de Santa Clara e Castelo Viegas
União das Freguesias de Santa Clara e Castelo Viegas, kurz Santa Clara e Castelo Viegas, ist eine Gemeinde (Freguesia) im Kreis (Concelho) von Coimbra im mittleren Portugal.
In der Gemeinde leben 11.624 Einwohner auf einer Fläche von 17,62 km² (Stand nach Zahlen von 2011).
Die Gemeinde entstand im Zuge der Gebietsreform in Portugal am 29. September 2013 durch Zusammenlegung der Gemeinden Santa Clara und Castelo Viegas. Santa Clara wurde Sitz der Gemeinde, die ehemalige Gemeindeverwaltung in Castelo Viegas blieb als Außenstelle und Bürgerbüro weiter bestehen.